# Александрова, Римма Алексеевна
Римма Алексеевна Александрова (род. 19 июля 1932 года, Воронеж) — советский и российский тренер по спортивной гимнастике. Заслуженный тренер СССР (1989). Судья республиканской категории.

## Биография
Родилась 19 июля 1932 года в Воронеже.
Во время Великой Отечественной войны вместе с семьей была эвакуирована сначала в Среднюю Азию, а затем в Омск.
В 1954 году выполнила норматив мастера спорта СССР по спортивной гимнастике. Абсолютная чемпионка РСФСР (1954, 1957). Представляла общество «Наука».
В 1955 году окончила Воронежский государственный университет. Была замужем за Юрием Эдуардовичем Штукманом.
Более 50 лет работает тренером в СДЮСШОР имени Ю. Э. Штукмана в Воронеже, с 1997 года является главным специалистом школы по набору учащихся и старшим методистом.
За свою тренерскую карьеру подготовила двух мастеров спорта СССР международного класса и более 20 мастеров спорта СССР. Наиболее высоких результатов среди его воспитанников добились:
- Вера Колесникова — чемпионка мира 1985 года, трёхкратная чемпионка Игр доброй воли 1986 года[6][7],
- Татьяна Тужикова — серебряный призёр чемпионата мира 1987 года.

## Награды и звания
- Почётное звание «Заслуженный тренер РСФСР» (1985).
- Почётное звание «Заслуженный тренер СССР» (1989).
- Орден «Знак Почёта» (1989).